# Luffia triquetrella
Luffia triquetrella är en fjärilsart som beskrevs av Dale 1866. Luffia triquetrella ingår i släktet Luffia och familjen säckspinnare. Inga underarter finns listade i Catalogue of Life.